# يوهان فرانز دريج
يوهان فرانز دريج (1794-1881) (بالإنجليزية: Johann Franz Drège)‏ ويسمى أيضاً جان فرانسوا دريج (بالفرنسية: Jean François Drège)‏ هو عالم نبات ألماني.